# Валовой национальный продукт

Географическое распределение ВНП по паритету покупательной способности (ППС) на душу населения (в международных долларах) в 2023 году.

| >$60,000 $50,000 - $60,000 $40,000 - $50,000 $30,000 - $40,000 | $20,000 - $30,000 $10,000 - $20,000 $5,000 - $10,000 $2,500 - $5,000 | $1,000 - $2,500 <$1,000 Нет данных |

| >$60,000 $50,000 - $60,000 $40,000 - $50,000 $30,000 - $40,000 | $20,000 - $30,000 $10,000 - $20,000 $5,000 - $10,000 $2,500 - $5,000 | $1,000 - $2,500 $500 - $1,000 <$500 Нет данных |

Географическое распределение ВНП (номинал) на душу населения (в международных долларах) в 2023 году.

Валово́й национа́льный дохо́д (англ. gross national product) — один из основных макроэкономических показателей системы национальных счетов. Зачастую употребляется совместно с показателем ВВП или заменяется им, что в общем неверно.
В отличие от валового внутреннего продукта, отражающего совокупную стоимость всех конечных товаров и услуг, созданных на территории страны, валовой национальный продукт отражает совокупную стоимость благ, созданных только её резидентами, вне зависимости от их географического положения.
Согласно Рекомендациям ООН по расчёту системы национальных счетов от 1993 года, показатель валовой национальный продукт был заменён показателем валовой национальный доход, и с тех пор этот термин не используется в статистической практике, существуя ныне лишь в учебниках по макроэкономике ранних годов издания.

## Определение ВНП
Согласно учебнику К. Р. Макконнелла и С. Л. Брю, валовой национальный продукт — общая рыночная стоимость всех изготовленных национальными резидентами товаров и услуг в течение периода на территории страны и вне её из ресурсов, принадлежащих резидентам. Итак, продукция, производимая за рубежом, но из ресурсов, принадлежащих национальным резидентам, включается в ВНП, а продукция, производимая на территории страны, но принадлежащая нерезидентам, исключается из расчёта ВНП.
Показатель валовый национальный продукт (ВНП) определяется как:
- номинальный валовой национальный продукт — валовой национальный продукт, выраженный в текущих ценах на момент измерения без корректировки изменений уровня цен;
- реальный валовой национальный продукт — валовой национальный продукт с корректировкой изменения уровня цен, то есть ВНП за период, делённый на дефлятор ВНП за текущий период.

## Соотношение с ВВП
Соотношение ВВП и ВНП описывается следующей формулой:
ВНП = ВВП + Δ,  
где Δ = (первичные доходы, полученные резидентами за границей) — (первичные доходы, полученные нерезидентами на экономической территории страны); то есть сальдо обмена первичными доходами с остальным миром.

## Методы расчёта ВНП
При расчёте ВНП используется следующая основная формула:
ВНП = ВВП + Δ, где Δ — статистический показатель, а ВВП можно вычислить 3 разными способами:
1. Расчёт методом конечного использования
2. По добавленной стоимости (производственный метод)
3. По доходам (распределительный метод)

Кроме того, по способу получения дохода в составе ВНП выделяют следующие виды факторных доходов:
- компенсации за труд работающим по найму (зарплата, премии);
- доходы от собственности:
  - рентные доходы;
- прибыль корпораций (выделяют дивиденды акционеров, нераспределённую прибыль и налог на прибыль);
- чистый процент (разница между процентными платежами фирм другим секторам экономными платежами, полученными фирмами от других секторов — домохозяйств и государства).

## Рейтинг стран по номинальному ВНП (в миллионах долларов США)[6]
| Рейтинг стран по номинальному ВНП (млн долларов США), топ-12 (2015—2013 год) | Рейтинг стран по номинальному ВНП (млн долларов США), топ-12 (2015—2013 год) | Рейтинг стран по номинальному ВНП (млн долларов США), топ-12 (2015—2013 год) | Рейтинг стран по номинальному ВНП (млн долларов США), топ-12 (2015—2013 год) | Рейтинг стран по номинальному ВНП (млн долларов США), топ-12 (2015—2013 год) | Рейтинг стран по номинальному ВНП (млн долларов США), топ-12 (2015—2013 год) | Рейтинг стран по номинальному ВНП (млн долларов США), топ-12 (2015—2013 год) |
| Место                                                                        | 2015                                                                         | 2015                                                                         | 2014                                                                         | 2014                                                                         | 2013                                                                         | 2013                                                                         |
| ---------------------------------------------------------------------------- | ---------------------------------------------------------------------------- | ---------------------------------------------------------------------------- | ---------------------------------------------------------------------------- | ---------------------------------------------------------------------------- | ---------------------------------------------------------------------------- | ---------------------------------------------------------------------------- |
| 0                                                                            | Мир (Земля)                                                                  | 7 721 400 000                                                                | Мир (Земля)                                                                  | 7 886 600 000                                                                | Мир (Земля)                                                                  | 7 721 300 000                                                                |
| 1                                                                            | США                                                                          | 1 799 414 604                                                                | США                                                                          | 1 764 057 094                                                                | США                                                                          | 1 696 735 259                                                                |
| 2                                                                            | Китай                                                                        | 1 087 539 850                                                                | Китай                                                                        | 1 026 490 343                                                                | Китай                                                                        | 922 378 862                                                                  |
| 3                                                                            | Япония                                                                       | 465 633 399                                                                  | Япония                                                                       | 532 886 931                                                                  | Япония                                                                       | 588 786 146                                                                  |
| 4                                                                            | Германия                                                                     | 373 979 230                                                                  | Германия                                                                     | 386 114 729                                                                  | Германия                                                                     | 382 832 637                                                                  |
| 5                                                                            | Великобритания                                                               | 282 657 288                                                                  | Франция                                                                      | 283 678 728                                                                  | Франция                                                                      | 286 296 898                                                                  |
| 6                                                                            | Франция                                                                      | 270 847 752                                                                  | Великобритания                                                               | 282 758 324                                                                  | Великобритания                                                               | 271 559 384                                                                  |
| 7                                                                            | Индия                                                                        | 209 176 680                                                                  | Бразилия                                                                     | 242 986 093                                                                  | Бразилия                                                                     | 248 687 400                                                                  |
| 8                                                                            | Бразилия                                                                     | 204 710 961                                                                  | Италия                                                                       | 209 883 835                                                                  | Италия                                                                       | 212 901 133                                                                  |
| 9                                                                            | Италия                                                                       | 199 502 681                                                                  | Россия                                                                       | 209 651 334                                                                  | Россия                                                                       | 212 596 203                                                                  |
| 10                                                                           | Канада                                                                       | 170 423 086                                                                  | Индия                                                                        | 202 449 130                                                                  | Индия                                                                        | 194 797 429                                                                  |
| 11                                                                           | Россия                                                                       | 167 598 540                                                                  | Канада                                                                       | 183 458 973                                                                  | Канада                                                                       | 184 793 468                                                                  |
| 12                                                                           | Австралия                                                                    | 142 851 840                                                                  | Австралия                                                                    | 151 620 133                                                                  | Австралия                                                                    | 151 426 892                                                                  |

| Рейтинг стран по номинальному ВНП (млн долларов США), топ-10 (2010—2008 год) | Рейтинг стран по номинальному ВНП (млн долларов США), топ-10 (2010—2008 год) | Рейтинг стран по номинальному ВНП (млн долларов США), топ-10 (2010—2008 год) | Рейтинг стран по номинальному ВНП (млн долларов США), топ-10 (2010—2008 год) | Рейтинг стран по номинальному ВНП (млн долларов США), топ-10 (2010—2008 год) | Рейтинг стран по номинальному ВНП (млн долларов США), топ-10 (2010—2008 год) | Рейтинг стран по номинальному ВНП (млн долларов США), топ-10 (2010—2008 год) |
| Место                                                                        | 2010                                                                         | 2010                                                                         | 2009                                                                         | 2009                                                                         | 2008                                                                         | 2008                                                                         |
| ---------------------------------------------------------------------------- | ---------------------------------------------------------------------------- | ---------------------------------------------------------------------------- | ---------------------------------------------------------------------------- | ---------------------------------------------------------------------------- | ---------------------------------------------------------------------------- | ---------------------------------------------------------------------------- |
| 1                                                                            | США                                                                          | 1 514 313 726                                                                | США                                                                          | 1 474 058 004                                                                | США                                                                          | 1 500 242 822                                                                |
| 2                                                                            | Китай                                                                        | 581 091 252                                                                  | Китай                                                                        | 490 616 735                                                                  | Япония                                                                       | 483 555 346                                                                  |
| 3                                                                            | Япония                                                                       | 537 963 199                                                                  | Япония                                                                       | 479 798 424                                                                  | Китай                                                                        | 410 600 714                                                                  |
| 4                                                                            | Германия                                                                     | 366 252 419                                                                  | Германия                                                                     | 358 845 163                                                                  | Германия                                                                     | 360 176 483                                                                  |
| 5                                                                            | Франция                                                                      | 284 770 324                                                                  | Франция                                                                      | 283 155 314                                                                  | Великобритания                                                               | 299 294 868                                                                  |
| 6                                                                            | Великобритания                                                               | 259 786 353                                                                  | Великобритания                                                               | 273 611 649                                                                  | Франция                                                                      | 280 086 427                                                                  |
| 7                                                                            | Италия                                                                       | 223 279 289                                                                  | Италия                                                                       | 222 610 803                                                                  | Италия                                                                       | 222 038 521                                                                  |
| 8                                                                            | Бразилия                                                                     | 191 625 992                                                                  | Бразилия                                                                     | 157 243 141                                                                  | Испания                                                                      | 149 097 474                                                                  |
| 9                                                                            | Канада                                                                       | 150 993 152                                                                  | Испания                                                                      | 151 933 887                                                                  | Канада                                                                       | 148 286 109                                                                  |
| 10                                                                           | Индия                                                                        | 150 785 912                                                                  | Канада                                                                       | 144 885 740                                                                  | Бразилия                                                                     | 142 742 923                                                                  |